# Tumblr Sexyman

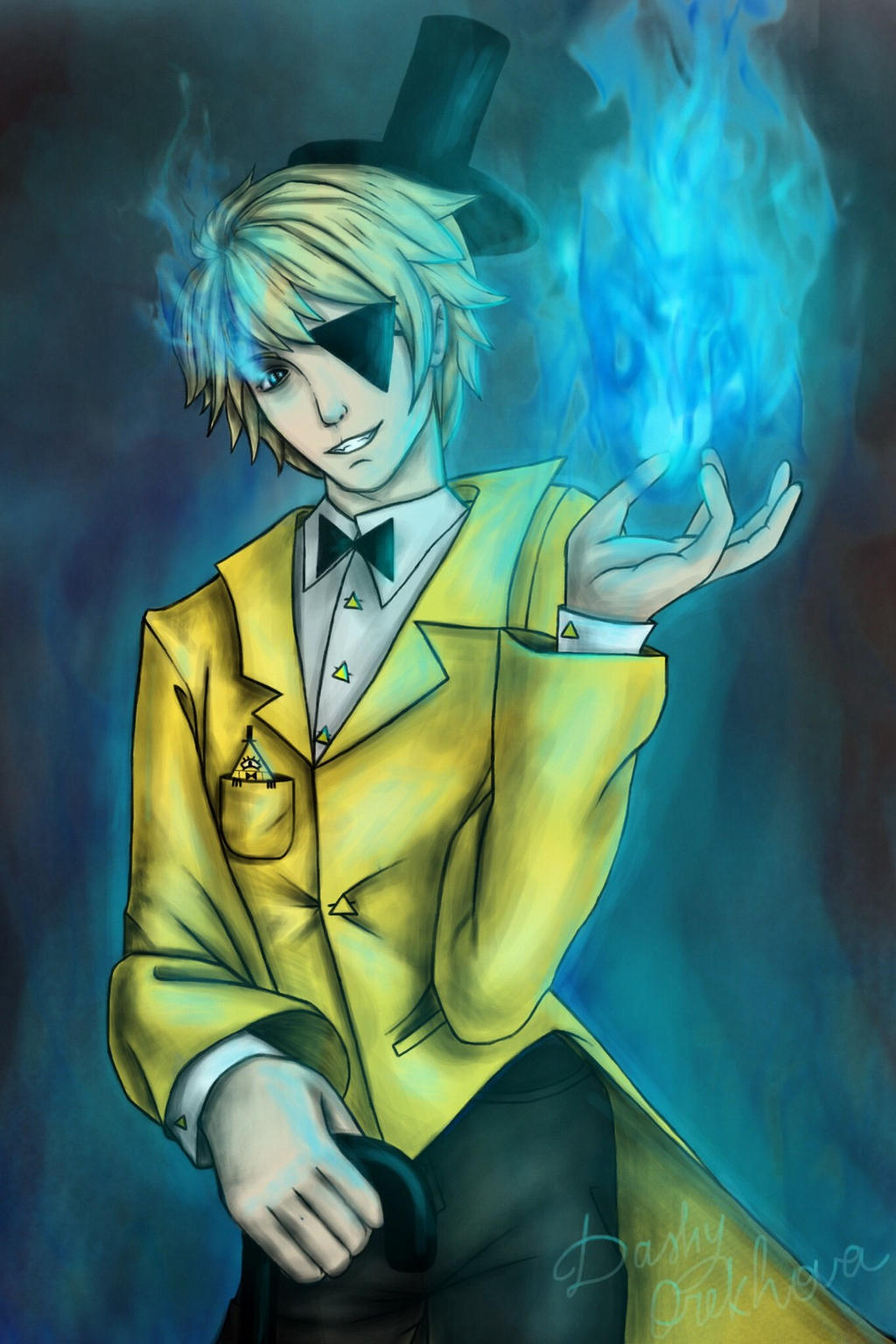
I Tumblr Sexymen vengono spesso raffigurati come uomini alti e magri nelle fan art, anche nei casi in cui il personaggio non è umano, come in questa fan art che raffigura Bill Cipher di Gravity Falls.

Nei fandom online, un Tumblr Sexyman (lett. "uomo sexy di Tumblr"), o semplicemente Sexyman, è un personaggio immaginario che ottiene grande popolarità come sex symbol. I personaggi descritti come Tumblr Sexymen sono solitamente villain o comunque personaggi fuori dalla norma, anche se i criteri per definire un Sexyman sono molto vari. Il fenomeno prende il nome dal sito web Tumblr, da cui ha avuto origine, sebbene i Tumblr Sexymen abbiano poi guadagnato popolarità anche su altri social media come X (ancora chiamato Twitter all'epoca della nascita del fenomeno).

## Definizione
I Tumblr Sexymen, come già detto, variano molto nelle caratteristiche, anche se in genere sono malvagi o hanno qualche altra particolarità che li distingue dall'essere "normali". Sono in genere soggetti popolari per fan art e shipping, con le fan art che spesso li raffigurano sotto forma di uomini caucasici alti e magri, anche nei casi in cui il personaggio non ha queste caratteristiche o di base non è un essere umano. Isaiah Colbert di Kotaku ha descritto i Tumblr Sexymen come personaggi con "il fisico di un germoglio di soia" e "la spavalderia di un theater kid", mentre Ty Galiz-Rowe di Gayming Magazine ha detto che sono "solitamente alti, bianchi, ben vestiti e con un lato oscuro o malvagio".
Il criterio più comunemente concordato per un Tumblr Sexyman è un seguito di fan numeroso e adorante, con alcuni personaggi che non possono essere considerati Sexymen a causa di fandom troppo piccoli.

## Storia
Il concetto di Tumblr Sexymen è nato intorno al 2012, con l'uscita del film d'animazione Lorax - Il guardiano della foresta. Uno dei protagonisti del film, lo Once-ler, ha conquistato un nutrito fandom e sono stati creati numerosi blog dedicati a lui. Lo Once-ler è stato anche oggetto di una grande quantità di fan art e shipping, un pattern che sarebbe poi continuato per gli altri Sexymen. Inoltre, i fan iniziarono a creare versioni alternative dello Once-ler e a shippare queste versioni tra di loro; questo fenomeno era noto come "Oncest". I Tumblr Sexymen come lo Once-ler sono particolarmente popolari nella comunità LGBT.
Nel 2022 si è tenuto un torneo su Twitter per determinare il Tumblr Sexyman più popolare; il sondaggio è diventato virale e ha ricevuto oltre 244.000 voti in totale. Le votazioni si sono concluse l'8 settembre 2022, lo stesso giorno della morte della regina Elisabetta II, dando origine a meme che associavano i due eventi tra loro. Nel turno finale di votazioni, Sans di Undertale ha affrontato Reigen Arataka di Mob Psycho 100; Sans ha vinto l'agguerritissimo sondaggio con il 50,1% dei voti e la sua vittoria è stata seguita da un'enorme quantità di fan art e meme su Twitter e Tumblr. In risposta all'evento, il creatore di Undertale Toby Fox scrisse un resoconto fittizio che presentava dettagli immaginari riguardo la vittoria di Sans.
Nel gennaio 2023, il lancio di una nuova funzionalità legata ai sondaggi ha permesso a Tumblr di ospitare la propria competizione di Tumblr Sexyman, nella quale Cecil Gershwin Palmer del podcast Welcome to Night Vale ha battuto Sans diventando il "Tumblr Sexyman definitivo".

## Tumblr Sexymen degni di nota
Vari personaggi immaginari sono stati etichettati dai fan come Tumblr Sexymen. Ecco alcuni esempi degni di nota:
- Alastor (Hazbin Hotel)[12][13]
- Bill Cipher (Gravity Falls)
- Cecil Gershwin Palmer (Welcome to Night Vale)
- Sherlock Holmes (Sherlock)[14]
- Junkrat (Overwatch)
- Re Dado (Cuphead)
- Nagito Komaeda (Danganronpa 2: Goodbye Despair)
- Loki (Marvel Cinematica Universe)
- Lorax (Lorax - Il guardiano della foresta)
- Reigen Arataka (Mob Psycho 100)
- Raimondo (Animal Crossing)
- Sans (Undertale)
- Waluigi (Mario)
- Wheatley (Portal 2)

Il titolo di Sexyman è stato applicato anche al regista statunitense David Fincher.